# ドラガシャニの戦い
ドラガシャニの戦い（ドラガシャニのたたかい、英語：Battle of Dragashani/Battle of Drăgășani、トルコ語：Dragaşani Çarpışması）は、1821年6月19日、ワラキアのドラガシャニで、オスマン帝国スルタン・マフムト2世の軍とギリシャの反乱軍「フィリキ・エテリア」の間で行われたギリシャ独立戦争初期の戦闘である。

## 前史
アレクサンドル・イプシランティスとフィリキ・エテリアは、ワラキア蜂起の最中にオスマン帝国支配下のドナウ公国（Danubian Principalities）への侵攻を行った。ロシア帝国陸軍大将で皇帝アレクサンドル1世の副官であったイプシランティスは、自分の行動によってロシア帝国がギリシャの反乱軍に介入することを期待していたが、ヨーロッパ協約（Concert of Europe）の主導者である皇帝はイプシランティスとの関係を一切否定し、オスマン帝国に反乱軍対処のために公国に進駐する許可を事実上与えてしまったのである。同時にイプシランティスはワラキアのパンドゥール指導者トゥドル・ウラジミレスクと衝突し、最終的に彼はエタレイアに拷問されて死亡し、ワラキアの反乱軍は撤退することとなった。

## 戦闘

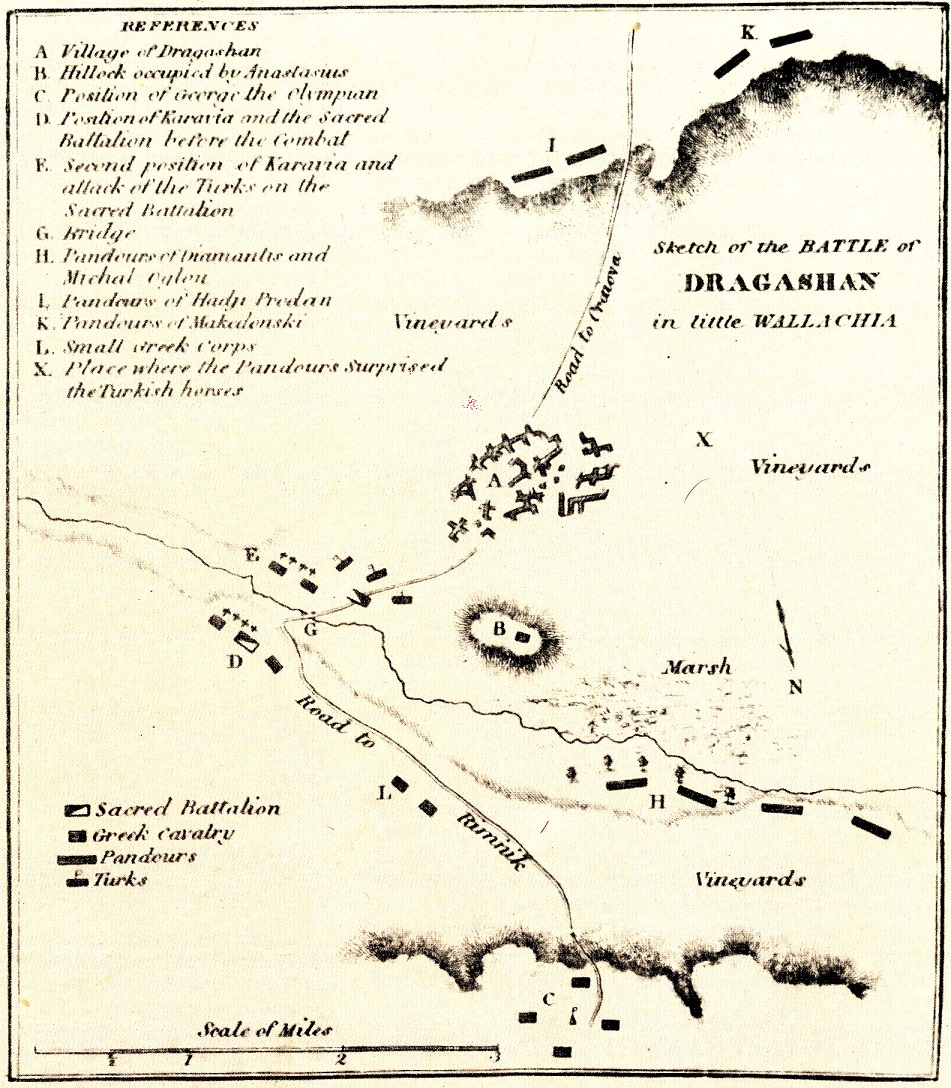
トマス・ゴードン（Thomas Gordon）のギリシャ革命に関する本（1832年）にあるドラガシャニの戦いの挿絵

イプシランティスの勢力を撃退するために、カラ・アフメト（Kara Ahmed）の指揮の下、ドラガシャニに2000人のオスマン騎兵隊が駐屯した。ギリシャ軍（フィリキ・エテリア）は、イプシランティスとともに指導者たりしギオルガキス・オリンピオス（Giorgakis Olympios）、ニコラオス・イプシランティス（Nikolaos Ypsilantis）、ワシレイオス・カラウィアス（Vasileios Karavias）との会議の後、7,500人による軍隊と4門の大砲からなる全軍でドラガシャニを攻撃することを決定した。
1821年6月19日、ワシレイオス・カラウィアスはオスマン帝国軍がドラガシャニから退却しているのに気づき、兵に攻撃を命じた。しかし、他の軍隊は準備ができておらず、カラヴィアスは500人の騎手と「神聖隊」のみで単独で行動をとった。
オスマン帝国は、攻撃力の規模が自らの半分にも満たないのに気づき、自身の立ち位置に戻ってギリシャ軍と衝突した。すぐに、オスマン帝国の兵数がカラウィアスの奇襲を凌駕し、その後撤退したが、神聖隊は撤退しなかった。神聖隊は、勝利のためのいかなる希望も失われたにもかかわらず、自身の4倍の兵力のオスマン騎兵隊に対して戦い続けた。
ギオルガキス・オリンピオスは、数人の部下とともにオスマン軍を攻撃してしばらくの間オスマン軍の気をそらし、約100人を救出することができた。この敗北の後、ワラキアの蜂起は徐々に崩壊し始めた。のちイプシランティスやウラジミレスクもプルート川沿いのスクレニで撃破された。

## その後
先述の通りこの大敗の後、ワラキア蜂起は瓦解したが、ドナウ公国での革命がペロポネソス半島の蜂起を刺激することとなった。この後6月23日には南部の都市カラマタを反乱軍が掌握している。
またアレクサンドル・イプシランティスは、オーストリア皇帝フランツ1世に召喚され、オーストリア辺境でのオスマン帝国に対する軍事作戦を協議するという偽の手紙を兵に書いて、トランシルヴァニア地方のオーストリア領地域に退却したこともこの戦闘の余波によるものである。